# Platanaceae
Las platanáceas (Platanaceae) son una familia de plantas angiospermas perteneciente al orden de las proteales. Consta de un único género viviente, Platanus (nombre común: plátano) y varios géneros fósiles. Tiene 7 especies aceptadas, de las más de 40 descritas, que se distribuyen desde Anatolia hasta Laos en Asia y desde Canadá a Guatemala en América. 

## Descripción

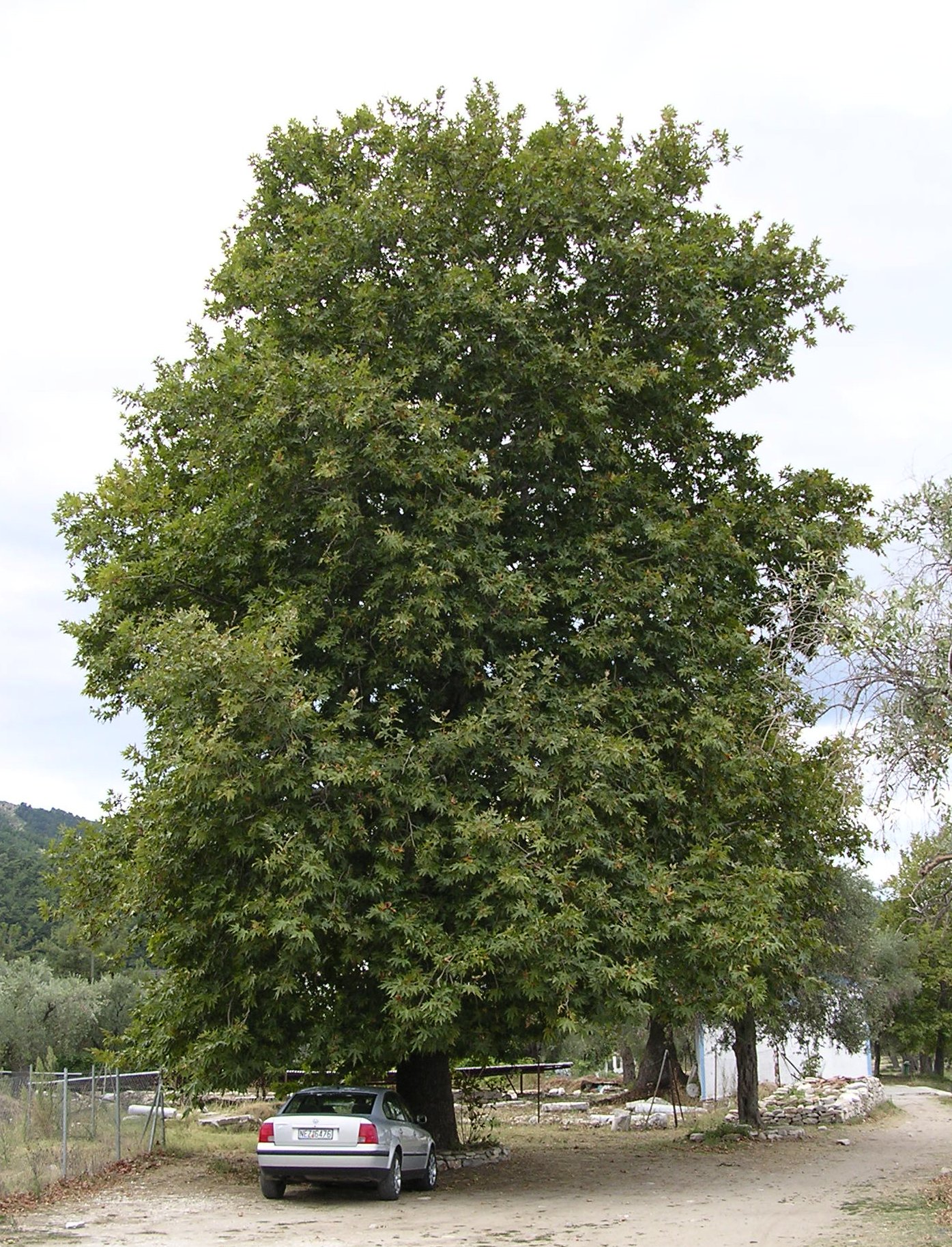
Ejemplar de Platanus orientalis

- Árboles caducifolios, simpódicos, grandes, corteza moteada, caduca en forma de grandes placas irregulares, dejando al descubierto una superficie suave, moteada y de color claro, corteza persistente en la base del tronco. Indumento de pelos no glandulares largos, multicelulares y uniseriados o cortos con ramificación uniseriada (en candelabro), en fascículos de apariencia estrellada; pelos glandulares con capítulos globosos unicelulares. Ceras cuticulares sin cristaloides, con varillas y plaquitas.
- Hojas en general muy variables en forma y nerviación, simples, alternas, más o menos dísticas, isobilaterales, palmatinervias y 3-7-lobuladas (palmatífidas a palmatipartidas) con los bordes enteros o con dientes glandulares (cada diente con una vena media que se va atenuando hacia el ápice glandular, donde termina en una cavidad abierta), o pinnatinervias y enteras (Platanus kerrii), esta forma muy usual en las hojas jóvenes vernales de otras especies, vernación plegada, con pecíolo usualmente de base envainante, encerrando la yema axilar (yema libre en Platanus kerrii), estípulas foliosas, grandes, intrapeciolares, tubulares, normalmente caducas, en Platanus kerrii escariosas, pequeñas, soldadas inferiormente al pecíolo. Domacios presentes. Estomas irregularmente anomocíticos.
- Tallos con radios agregados en el xilema, con nudos 7-lacunares, felógeno presente, superficial. Yemas cubiertas por una única escama.
- Plantas monoicas, las flores de cada sexo en inflorescencias separadas.
- Inflorescencias  1-7(-12) en largos pedúnculos colgantes, cada una un capítulo globoso unisexual, pedunculado o sentado, con numerosas flores, derivado de la condensación de una panícula, con una bráctea circular en la base y bractéolas entre las flores.
- Flores pequeñas, poco llamativas, hipóginas, regulares, unisexuales. Receptáculo corto, plano. Disco hipógino ausente. Perianto reducido. Sépalos 3-4(-8), libres o basalmente soldados, más cortos que los pétalos, triangulares. Pétalos 3-4(-8), espatulado-truncados o vestigiales, escariosos, frecuentemente ausentes en las flores femeninas. Flores masculinas con androceo haplostémono, isostémono, opositisépalo, de 3-4(-8) estambres, filamentos cortos o casi ausentes, anteras basifijas, no versátiles, ditecas, tetrasporangiadas, alargadas, conectivo ensanchado apicalmente, peltado, dehiscencia por valvas longitudinales; pistilodio a veces presente. Flores femeninas con gineceo súpero de (3-)5-8(-9) carpelos apocárpicos en 2-3 verticilos, imperfectamente cerrados apicalmente, rodeados de largos pelos, estilodios lineares, estigmas internos, decurrentes en dos crestas, más o menos secos, óvulos 2 por carpelo pero 1 casi siempre aborta, ortótropos, bitégmicos, crasinucelados, péndulos, placentación apical a marginal. Estaminodios 3-4. No hay nectarios.
- Frutos en aquenio, claviformes, agrupados en una infrutescencia capituliforme globosa, denominada poliantocarpo, cada fruto rodeado por largos pelos.

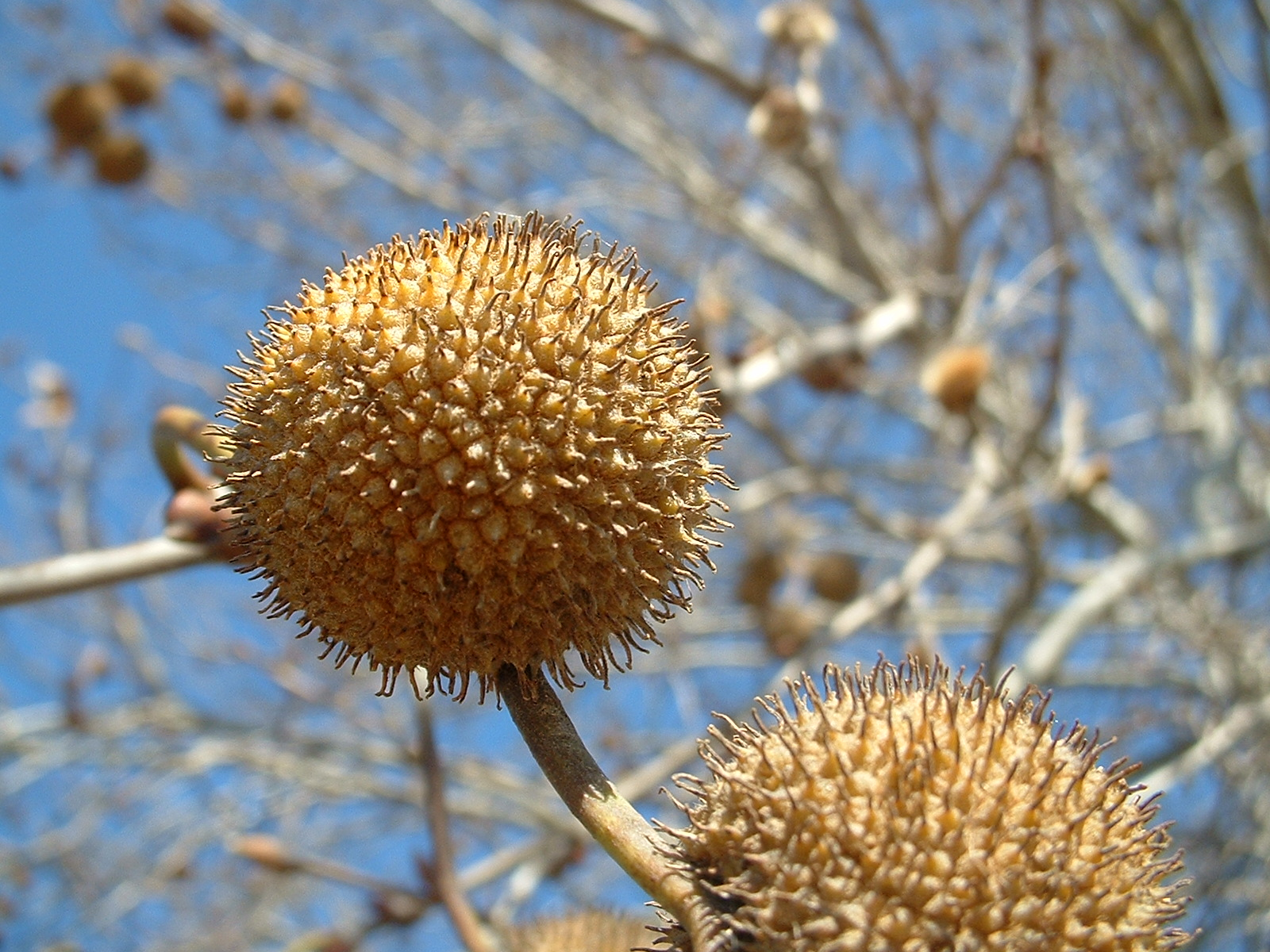
Fruto múltiple de aquenios en Platanus.
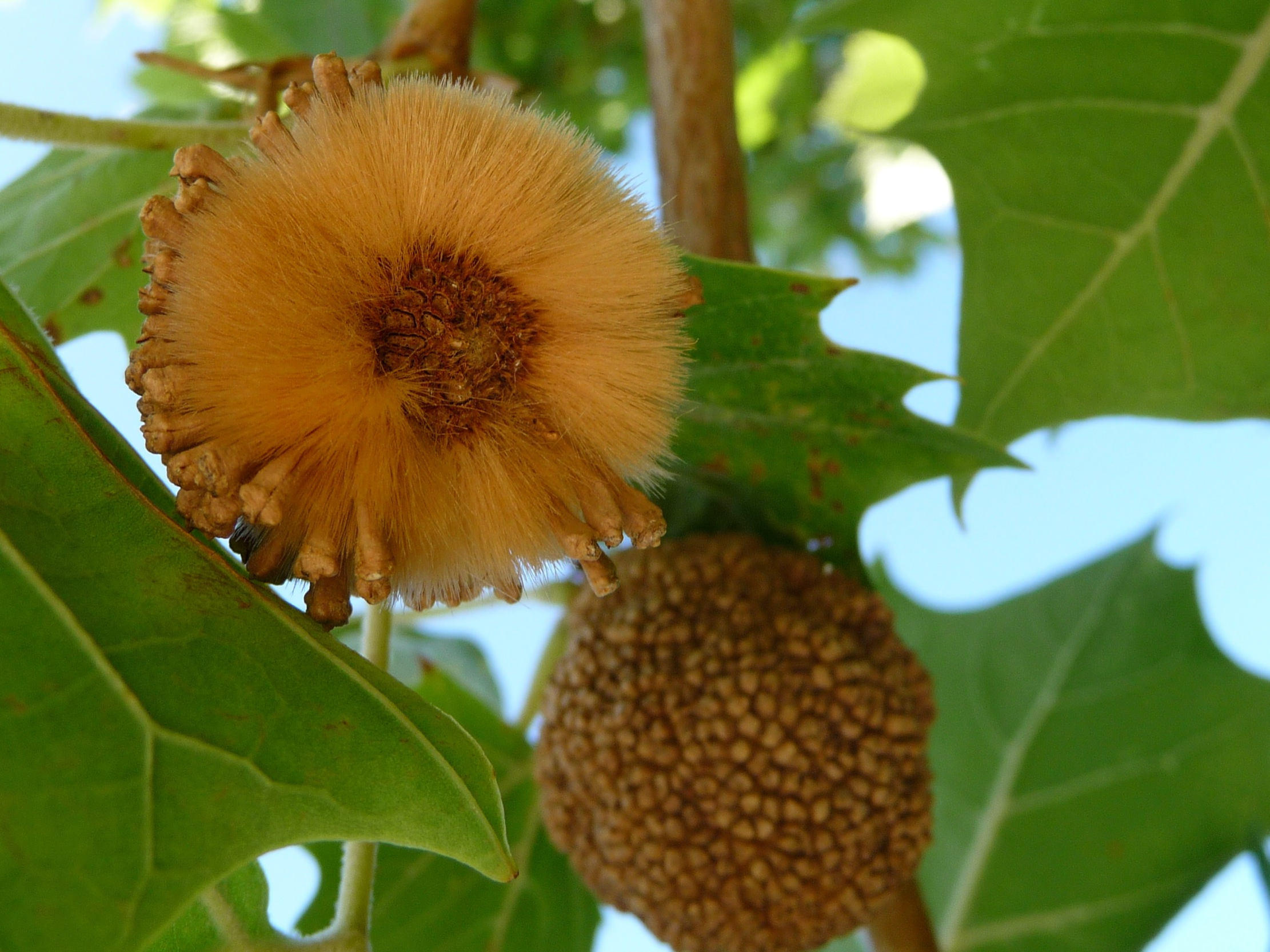
Algunos aquenios removidos.
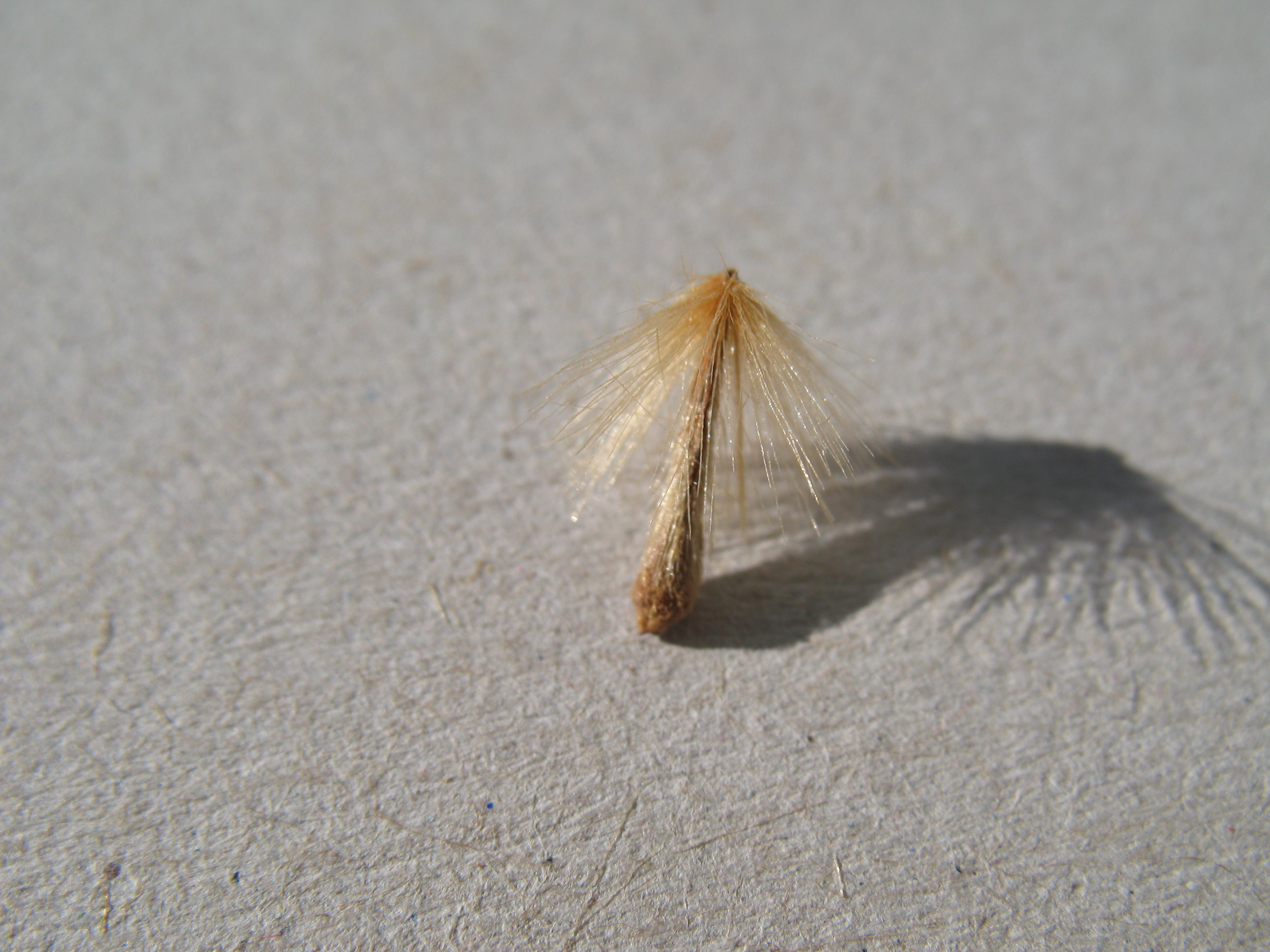
Un aquenio.
Corte transversal mostrando la semilla.

- Semillas pequeñas, con testa delgada, con endospermo escaso, oleoso y proteináceo, embrión delgado, recto, con 2 cotiledones lineares, frecuentemente desiguales.
- Polen en mónadas, subprolato, 16-22 μm de largo, tricolpado, a veces 6-rugado, tectado-columelado, superficie reticulada, la capa basal tan gruesa como el téctum.
- Número cromosómico: 2n = 14, 16, 21, 42; x probablemente igual a 7 u 8.

## Ecología
La polinización es anemófila. La floración ocurre a principios de la primavera, cuando están naciendo las hojas nuevas.
Las cabezas que sostienen los frutos se desprenden normalmente al año siguiente de haber madurado, durante el otoño. La dispersión de los frutos individuales, con sus vilanos, es anemócora (a veces en forma secundaria se dispersan por agua).
Ocupan lugares frescos en áreas de clima templado, siendo frecuentes en márgenes de ríos y arroyos; faltan completamente en áreas secas o excesivamente frías.

## Simbología
Véase simbología del plátano

## Fitoquímica
Presentan glucósidos cianógenos derivados de la tirosina, flavonoides del tipo de las proantocianidinas (p, ej. prodelfinidina) y flavonoles (kaempferol, quercetina, miricetina), además de triterpenos (incluyendo ácido betulínico). Carecen de ácido elágico, saponinas y sapogeninas.

## Usos

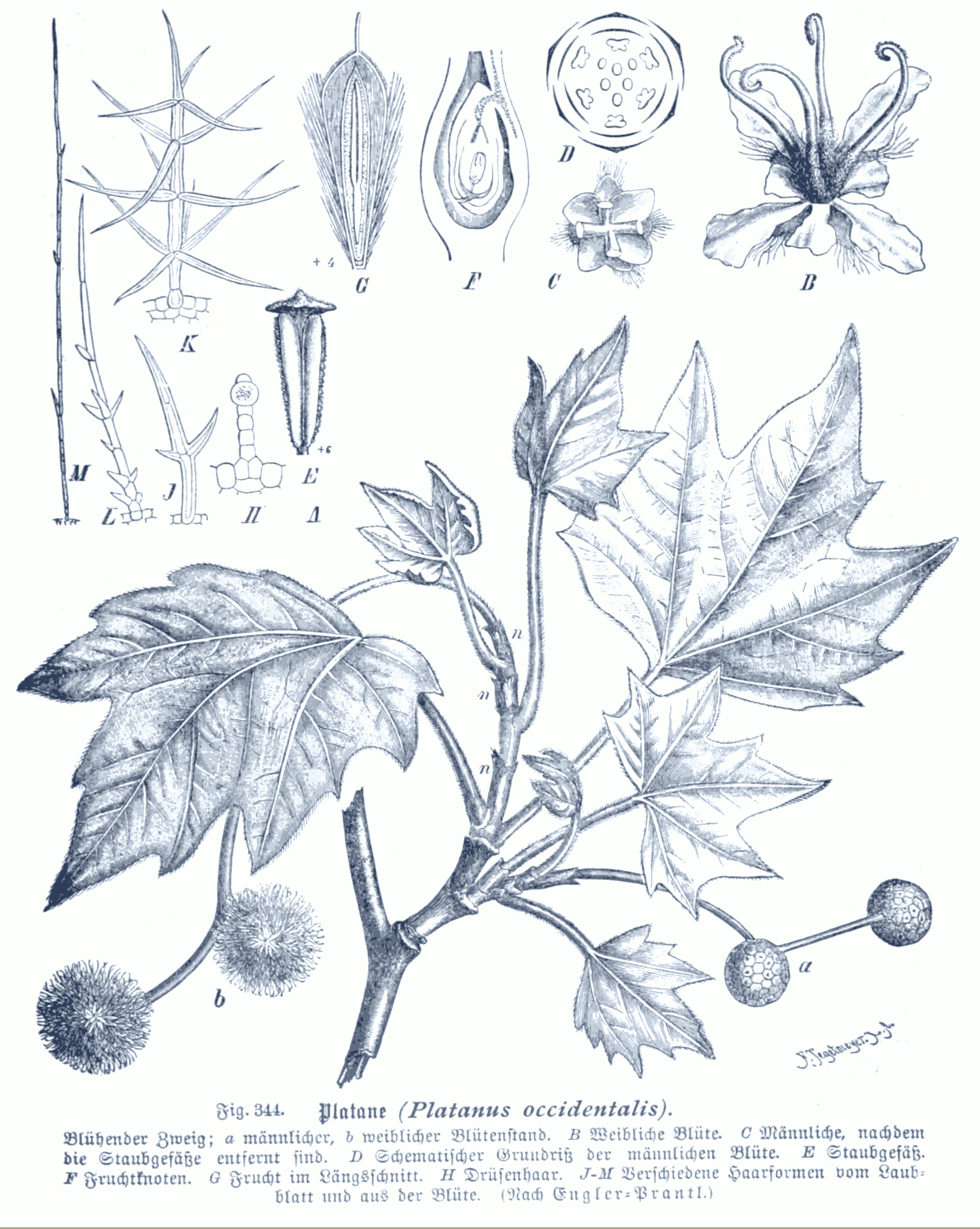
Detalles morfológicos de Platanus occidentalis

Varias de las especies tienen un uso primordial como árbol de paseo en zonas templadas, destacando el plátano de sombra (Platanus × hispanica), muy difundido en Europa y Norteamérica, y muy resistente, debido probablemente al llamado vigor híbrido, aunque de uso desaconsejado debido a la alergia que producen los vilanos. Sus parentales se cultivan también a tal efecto, pero con peores resultados, por ser menos resistentes a la contaminación, entre otras causas. La madera se usa en ebanistería, panelados y otros trabajos de interior, y es asimismo muy apreciada para quemar por su duración.

## Fósiles
La familia presenta un registro fósil muy amplio desde el Cretácico inferior (hace 98-113 Ma, Platanocarpus), si bien las formas de entonces tenían granos de polen muy pequeños (8-10 μm) y un perianto desarrollado, pero carecían de los pelos en la base de las núculas. Se supone que tenían polinización entomófila. En el Cretácico medio, las formas fósiles con hojas platanoides se mezclan con formas de hojas pinnadas (Sapindopsis) o pedatisectas (Debeya, Dewalquea), que se prolongan hasta el Eoceno; las hojas con las típicas estípulas del subgénero Platanus se encuentran abundantemente en formaciones del Paleoceno (hace 60 Ma). Se considera que el único género actual, Platanus, es un relicto con la consideración de fósil viviente. Durante su evolución, ha debido existir poliploidía, a juzgar por los tamaños de los estomas.

## Posición sistemática
Las platanáceas son un grupo de Angiospermas que se incluyen en el clado Eudicotiledóneas. En sistemas previos, han sido relacionadas con las hamamelidáceas y las fagáceas, con las que comparten caracteres, pero que no indican un parentesco evolutivo cercano. Basándose en datos moleculares y morfológicos, el APW (Angiosperm Phylogeny Website) considera que constituyen una familia del Orden Proteales y son el grupo hermano de la familia proteáceas, de las que serían las vicariantes templadas del hemisferio norte (cf. AP-website).

## Táxones incluidos
Introducción teórica en Taxonomía
El único género, Platanus L., 1753, tiene como especie tipo Platanus orientalis L., 1753. Se divide en dos subgéneros: el subgénero Castaneophyllum J.-F. Leroy, 1982, con hojas elípticas, pinnatinervias y con estípulas pequeñas y escariosas, que incluye tan sólo Platanus kerrii Gagnep., 1939, una especie aislada y relíctica que representa la rama basal de la evolución del género y es el grupo hermano de las restantes especies, que se incluyen en el subgénero Platanus. 
| Nombre científico                                                                          | Nombre común                             | Distribución                                                            | Flores | Notas                     |
| ------------------------------------------------------------------------------------------ | ---------------------------------------- | ----------------------------------------------------------------------- | ------ | ------------------------- |
| Platanus acerifolia Willd. -- Sp. Pl., ed. 4 [Willdenow] 4(1): 474. 1805                   | "Plátano acerifolio"                     |                                                                         | ?      |                           |
| Platanus algeriensis Hort. ex K.Koch -- Dendrologie 2(1): 468. 1872 [dic 1872]             | "Plátano de Argelia"                     |                                                                         | ?      |                           |
| Platanus chiapensis                                                                        | "Plátano de Chiapas"                     | sureste de México                                                       | ?      | Subgénero Platanus        |
| Platanus gentryi Nixon & J.M. Poole, 2003                                                  | "Plátano de Gentry"                      | México occidental                                                       | ?      | Subgénero Platanus        |
| Platanus × hispanica (P. occidentalis × P. orientalis; sin. P. × acerifolia, P. × hybrida) | Plátano híbrido común, Plátano de sombra | Origen cultivado                                                        | 1-6    | Subgénero Platanus        |
| Platanus kerrii Gagnep., 1939.                                                             | "Plátano de Kerr"                        | Laos, Vietnam, probablemente el sur de China                            | 10-12  | Subgénero Castaneophyllum |
| Platanus mexicana Moric., 1837                                                             | "Plátano de México"                      | noreste y centro de México                                              | 2-4    | Subgénero Platanus        |
| Platanus oaxacana                                                                          | "Plátano de Oaxaca"                      | sur de México                                                           | ?      | Subgénero Platanus        |
| Platanus occidentalis L., 1753                                                             | Plátano occidental o de Virginia         | Este de Norteamérica                                                    | 1-2    | Subgénero Platanus        |
| Platanus orientalis L., 1753                                                               | Plátano oriental                         | Sudeste de Europa, Cercano Oriente, Irán, Asia central, Pakistán, India | 3-6    | Subgénero Platanus        |
| Platanus racemosa Nutt., 1842 (= P. californica Benth., 1844                               | "Plátano racemosa", "aliso"              | California y México                                                     | 3-7    | Subgénero Platanus        |
| Platanus rzedowskii Nixon & J.M.Poole, 2003                                                | "Plátano de Rzedowski"                   | México oriental                                                         | ?      | Subgénero Platanus        |
| Platanus wrightii S. Watson, 1875                                                          | "Plátano de Wright" o "álamo"            | Arizona, Nuevo México, noroeste de México                               | 2-4    | Subgénero Platanus        |

## Híbridos

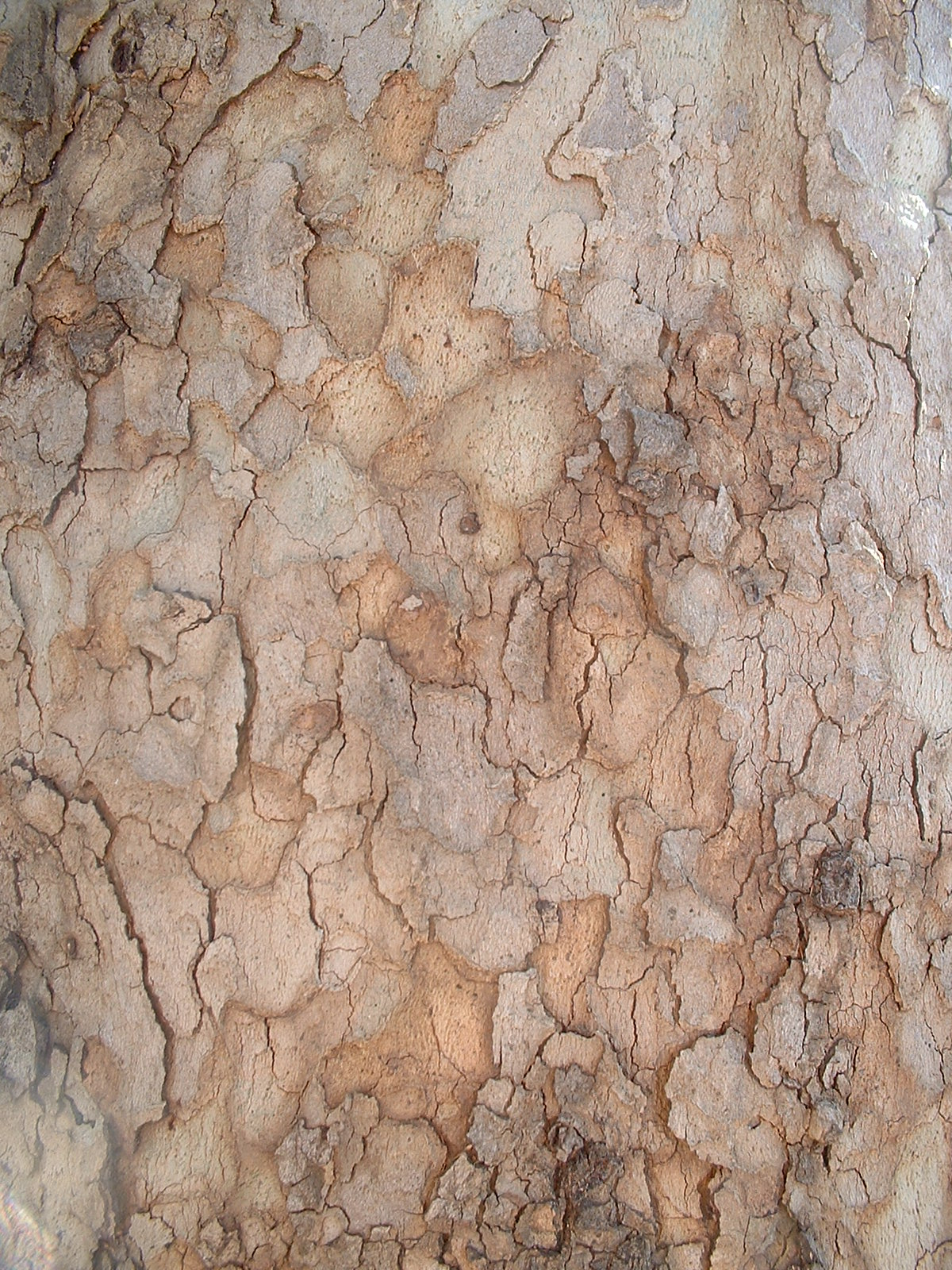
Corteza de Platanus orientalis

El plátano de sombra o plátano de paseo ha sido desde antiguo considerado un híbrido originario del cruce entre los parentales Platanus occidentalis y Platanus orientalis; a pesar de eso, no está claro su origen, que unos localizan en Londres y otros en España, e incluso en formas híbridas o no, naturales o de cultivo, de Turquía; la cuestión no se ha investigado con técnicas moleculares modernas. Consecuentemente, incluso su nomenclatura es motivo de discusión, por lo que los autores anglosajones no admiten la prioridad del nombre que aquí se utiliza (siguiendo a Rocha Afonso, 1990, véase en Referencias). Esta planta se desconoce en estado silvestre, si bien aparece naturalizada en márgenes de ríos y arroyos.
Híbrido (?) Platanus × hispanica  Mill. ex Münchh., 1770 (= P. orientalis var. acerifolia Aiton, 1789; P. hybrida Brot., 1804; P. vulgaris Spach, 1841, nom. illeg.; P. × acerifolia.
Otros nombres propuestos para híbridos y probablemente sinónimos del anterior, que es la única forma inglesa, y del que representarían variantes menores, son:
- Híbrido Platanus × cantabrigensis A.Henry, 1919

- Híbrido Platanus × parviloba A.Henry, 1919